# Ancyluris aristodorus
Espèce
Ancyluris aristodorus est une espèce de papillons de la famille des Riodinidae et du genre Ancyluris.

## Systématique
L'espèce Ancyluris aristodorus a été décrite par A. Morisse (d) en 1838 sous le protonyme de Erycina aristodorus.

## Description
Ancyluris aristodorus est un papillon de taille moyenne avec une envergure autour 37 mm. Le dessus est noir avec les ailes antérieures barrées de blanc et d'une ligne bleue et les ailes postérieures avec la même ornementation la ligne bleue est submarginale avec une tache rouge et une autre marque rouge est à l'extrémité de la barre blanche.

## Écologie et distribution
Ancyluris aristodorus est présent de la Guyane à l'Équateur.

### Biotope
Il réside dans la forêt tropicale amazonienne.

### Protection
Pas de statut de protection particulier.